# Folkston
Folkston är administrativ huvudort i Charlton County i Georgia. Orten fick status som kommun den 19 augusti 1911. Enligt 2010 års folkräkning hade Folkston 2 502 invånare. Folkston är känd för den livliga tågtrafiken till och från Florida och en av ortens sevärdheter är en specialbyggd perrong där man kan skåda tåg.

## Kända personer från Folkston
- Champ Bailey, utövare av amerikansk fotboll